# 冈格洛夫瑟门
冈格洛夫瑟门（德語：Gangloffsömmern）是德国图林根州的一个市镇。总面积14.58平方公里，总人口1008人，其中男性509人，女性499人（2011年12月31日），人口密度69人/平方公里。